# Saint-Igeaux
Saint-Igeaux är en kommun i departementet Côtes-d'Armor i regionen Bretagne i nordvästra Frankrike. Kommunen ligger i kantonen Gouarec som tillhör arrondissementet Guingamp. År 2022 hade Saint-Igeaux 124 invånare.

## Befolkningsutveckling
Antalet invånare i kommunen Saint-Igeaux
Referens:INSEE